# Рене Гобле
Рене Гобле (фр. René Goblet; 1828, Ер-сюр-ла-Лі — 13 вересня 1905, Париж) — французький державний діяч, вчений, адвокат, дипломат.

## Біографія
Народився 26 листопада 1828 року в Ер-сюр-ла-Лі, Франція. Здобув юридичну освіту.
Працював адвокатом у місті Ам'єні.
Після падіння Французької Імперії працював прокурором при ам'єнському апеляційному суді.
З 1871 — депутат Національного зібрання, член республіканської партії.
У 1877 — депутат палати депутатів.
У 1882 — виконував обов'язки міністра внутрішніх справ у кабінеті Шарля де Фрейсіне.
У 1885 — міністр народної освіти в кабінеті Анрі Ежена Бріссона.
У 1886 — міністр народної освіти в кабінеті Шарля Фрейсіне.
З 11.12.1886 по 17.05.1887 — міністр-президент і міністр закордонних справ Франції.
З 1888 по 1889 — міністр закордонних справ Франції.
13 вересня 1905 — помер в Парижі.